# Pauxi
Pauxi je rod hrabavých ptáků z čeledi hokovití, jehož zástupci se vyskytují v Jižní Americe. Jedná se o černě zbarvené ptáky s výraznými kostnatými útvary vyrůstající od kořene horního zobáku.

## Systematika
Rod Pauxi popsal v roce 1813 holandský přírodovědec Coenraad Jacob Temminck. Název Pauxi pochází ze španělského Paují (páv). Tento výraz používali raní španělští kolonisté pro velké lovné ptáky.

### Seznam druhů
Rod zahrnuje následující 3 druhy:
| Obrázek | Vědecké jméno   | Běžné jméno     | Rozšíření                         |
| ------- | --------------- | --------------- | --------------------------------- |
|         | Pauxi pauxi     | hoko přílbový   | západní Andy Venezuely a Kolumbie |
|         | Pauxi unicornis | hoko bolivijský | Bolívie                           |
|         | Pauxi koepckeae | hoko peruánský  | střední Peru                      |